# Lázeňský vrch (Dokeská pahorkatina)
Lázeňský vrch (312 m n. m.) je vrch v okrese Česká Lípa Libereckého kraje. Leží na východním okraji Starých Splavů na katastrálním území města Doksy.

## Popis vrchu
Je to nízká neovulkanická kupa podmíněná trojitým pronikem a žílou čedičovité horniny skrz okolní svrchnokřídové křemenné pískovce. Vrchol narušuje opuštěný kamenolom. V jihovýchodním výběžku jsou četné výchozy pískovců. Na svazích je sídelní zástavba. Vrch tvoří poloostrov na západě Máchova jezera. Břehy poloostrova jsou využívány jako pláž a přístaviště. Vrchol je zalesněn výše listnatým, níže jehličnatým lesem.
370 m zsz. leží sousední vrchol Drážeň (294 m n. m.). Ten je podmíněn přerušovanou čedičovitou žílou, která proniká celou hrází Máchova jezera a zasahuje do vrchu Šroubený (375 m n. m.). Vrchol Drážeň je zalesněný jehličnany.

## Geomorfologické zařazení
Vrch náleží do celku Ralská pahorkatina, podcelku Dokeská pahorkatina, okrsku Jestřebská kotlina a podokrsku Okenská pahorkatina.

## Přístup
Na Lázeňský vrch i Drážeň je snadný přístup ze Starých Splavů. Po hrázi jezera vede naučná stezka Swamp, která vrcholy obchází z východu a jihu. Na jihu se k ní připojuje červená turistická značka.